# Алберт Херинг
„Алберт Херинг“ (на английски: Albert Herring) е опера на английския композитор Бенджамин Бритън, поставена за първи път на 20 юни 1947 година на Глайндборнския оперен фестивал.
Либретото на Ерик Крозиър е базирано на новелата „Избраникът на госпожа Юсон“ от Ги дьо Мопасан. В центъра на комично-фарсовия сюжет е младеж от провинциално градче, който е принуден да участва в местен празник в ролята на Майска кралица, след което неочаквано изчезва, но се появява отново след пиянска обиколка на публичните домове в града.
Пианистът Святослав Рихтер определя „Алберт Херинг“ като „най-добрата комична опера на столетието“.